# Puerto Libertador
Puerto Libertador – miasto w Kolumbii, w departamencie Córdoba.